# Robert Durrer
Robert Durrer (18 de noviembre de 1890 – 13 de febrero de 1978) fue un ingeniero metalúrgico suizo que inventó el proceso de la acería de oxígeno básico (el proceso de Linz-Donawitz, llamado así por las ciudades donde se comercializó la tecnología). El proceso fue probado con éxito por Durrer en 1948. Un equipo dirigido por el Dr. Theodor Eduard Suess en Austria adaptó el proceso y lo amplió a tamaño industrial, después de lo cual fue comercializado por VÖEST and ÖAMG.

## Semblanza
Durrer se graduó de la Universidad Técnica de Aquisgrán en 1915. Se quedó en Alemania y en 1928 aceptó la cátedra de Profesor de Metalurgia en la Universidad Técnica de Berlín. De 1933 a 1939, durante su estancia en la Alemania nazi, Durrer supervisó experimentos sobre nuevas técnicas de fabricación del acero. En 1943, Durrer regresó de la Alemania nazi a Suiza y fue nombrado miembro del directorio de von Roll AG, la siderúrgica más grande del país. Se asoció con Heinrich Heilbrugge y realizó una serie de experimentos que establecieron la viabilidad comercial de la metalurgia básica del oxígeno. En 1947 encargó un pequeño convertidor experimental en los Estados Unidos y el 1 de abril de 1948 Durrer y Heilbrugge produjeron su primer acero soplado con oxígeno.
En el verano de 1948, von Roll AG y dos empresas estatales austriacas, VÖEST y ÖAMG, acordaron comercializar el proceso Durrer. Sus hornos convertidores comerciales se pusieron en funcionamiento en noviembre de 1952 (VÖEST en Linz) y mayo de 1953 (ÖAMG, en Donawitz) y se convirtieron temporalmente en "la" vanguardia de la fabricación de acero del mundo, provocando un aumento en la investigación relacionada con el acero. A diferencia de Europa, cuya capacidad industrial había sido diezmada por Segunda Guerra Mundial, Estados Unidos tenía una gran base de capacidad de fabricación de acero y era económico retener, en lugar de reemplazar, su capital social. No obstante, U.S. Steel y Bethlehem Steel introdujeron la fabricación de acero al oxígeno en 1964; en 1969, su tonelaje superó al fabricado utilizando convertidores Bessemer. Japón se convirtió en uno de los primeros en adoptar el sistema ideado por Durrer y en 1970 producía el 80% de su acero en hornos Linz-Donawitz.
Durrer fue profesor en Escuela Politécnica Federal de Zúrich de 1943 a 1961. Editó y fue coautor del libro de varios volúmenes titulado Metallurgie des Eisens (Metalurgia del hierro, o "Gmelin-Durrer").

## Reconocimientos
- La contribución de Durrer a la fabricación práctica de acero estuvo marcada por el premio del AIME Benjamin F. Fairless en 1966,[8][9] etc.

- Recibió la Medalla de Oro Bessemer del Iron and Steel Institute británico en 1957 y la Medalla Rinman de la industria siderúrgica sueca en 1959.[10]

- El premio anual Staudinger-Durrer otorgado por la ETH de Zúrich conmemora a Durrer junto con el ganador del Premio Nobel Hermann Staudinger.[11]